# Musée des voitures à cheval Geraz do Lima
Le musée des voitures à cheval Geraz do Lima (en portugais, Museo de carros de cavalos de Geraz do Lima) en un musée consacré aux voitures hippomobiles, situé à Quinta de Bouça, dans le district de Viana do Castelo (nord du Portugal).

## Présentation
Le musée fut fondé par le docteur Lopo de Carvalho (1921-1998), collectionneur de voitures hippomobiles.
Outre des harnais, la collection comporte plus de cinquante voitures de tous types, venant de France, Pays-Bas, Italie, Espagne, États-Unis et Portugal. Elles proviennent de constructeurs renommés comme Binder (omnibus, break, victoria, coupé, landau), J. H. Labourdette (phaéton d’Alfonso de Bragança), Rothschild & Fils, Peter & Sons, Henrique Vâsquez, Almeida Navarro (landaulet), Niels Hanson & Enfants…

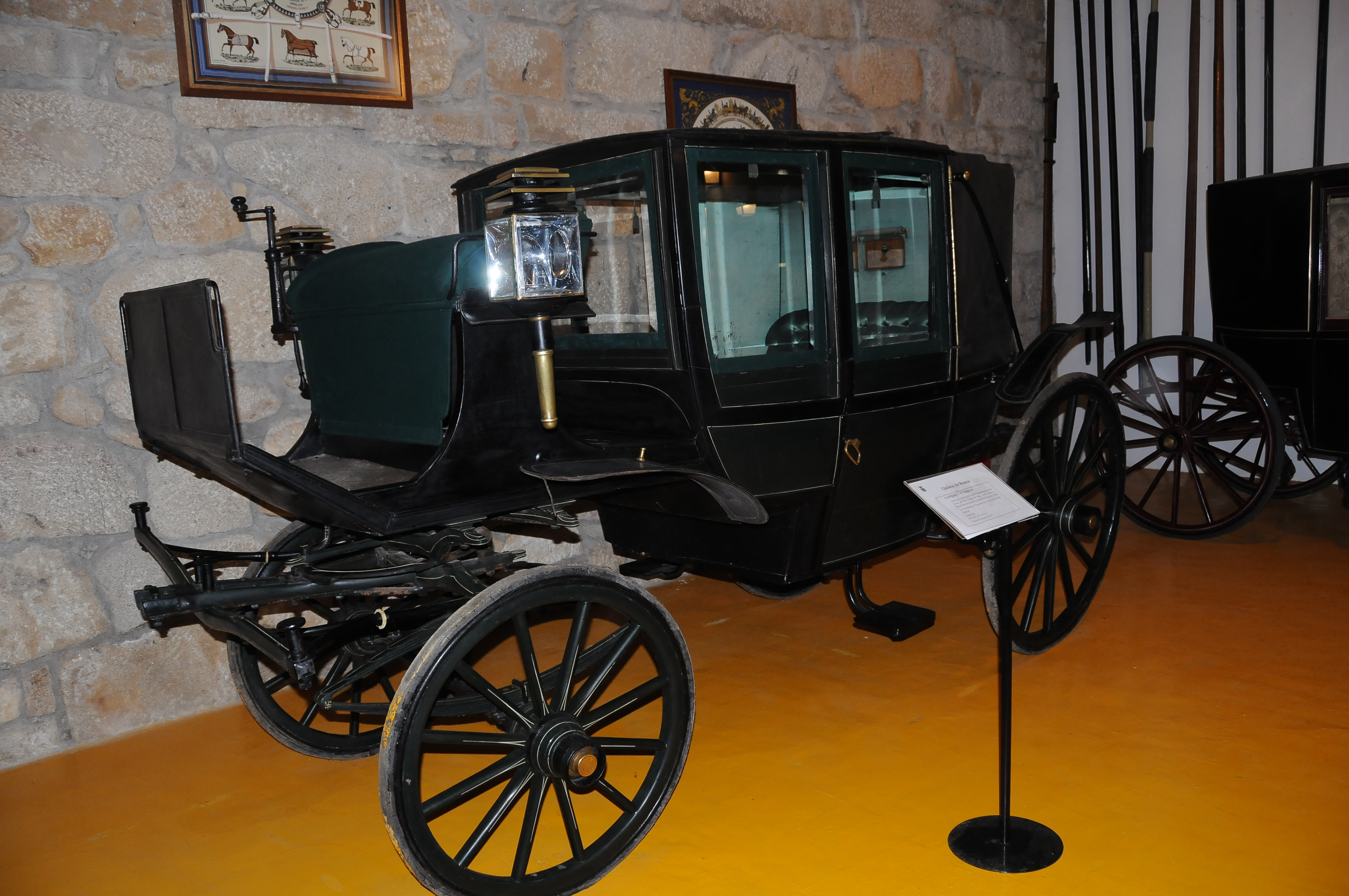
Landau
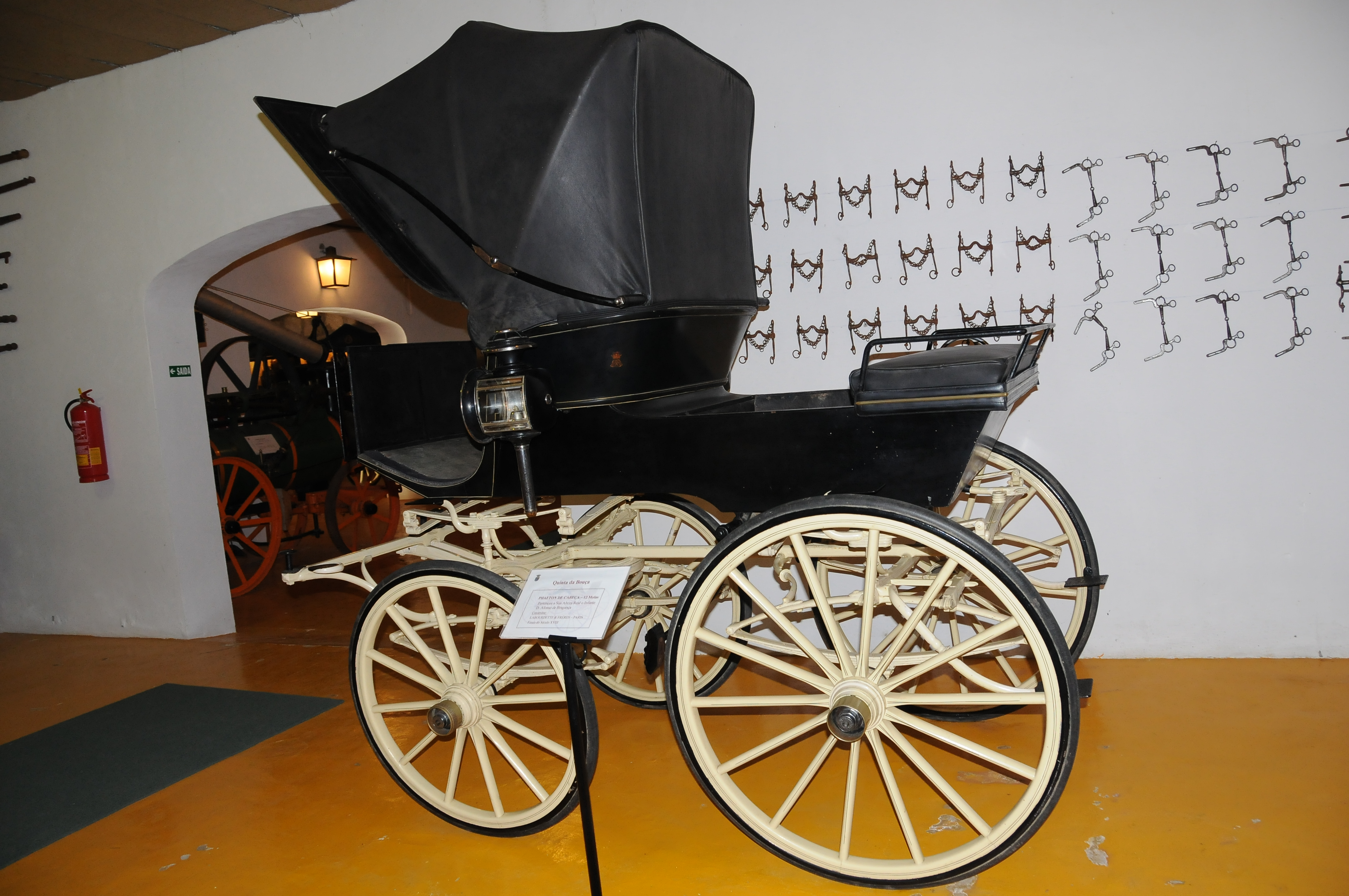
Phaéton
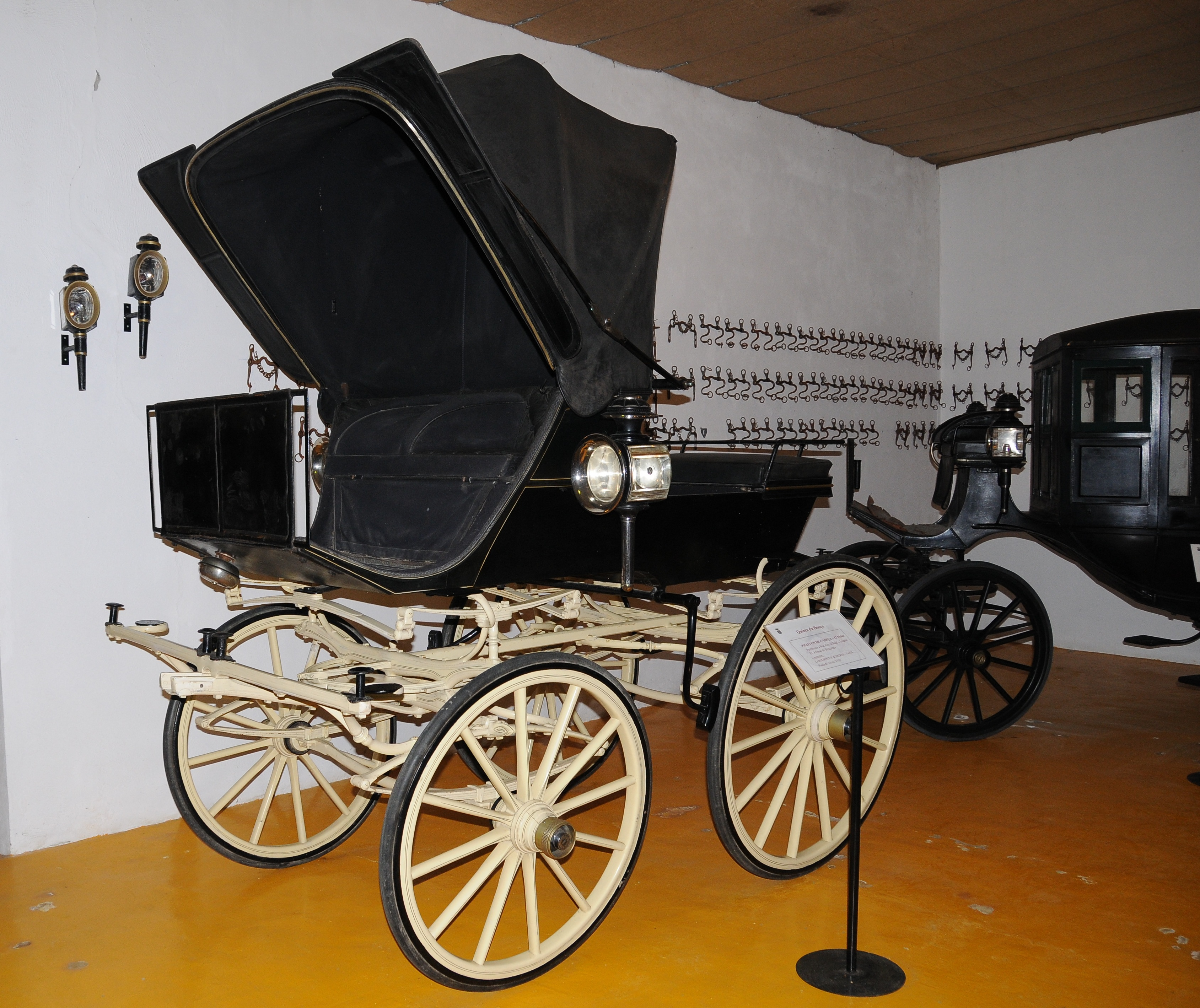
Phaéton
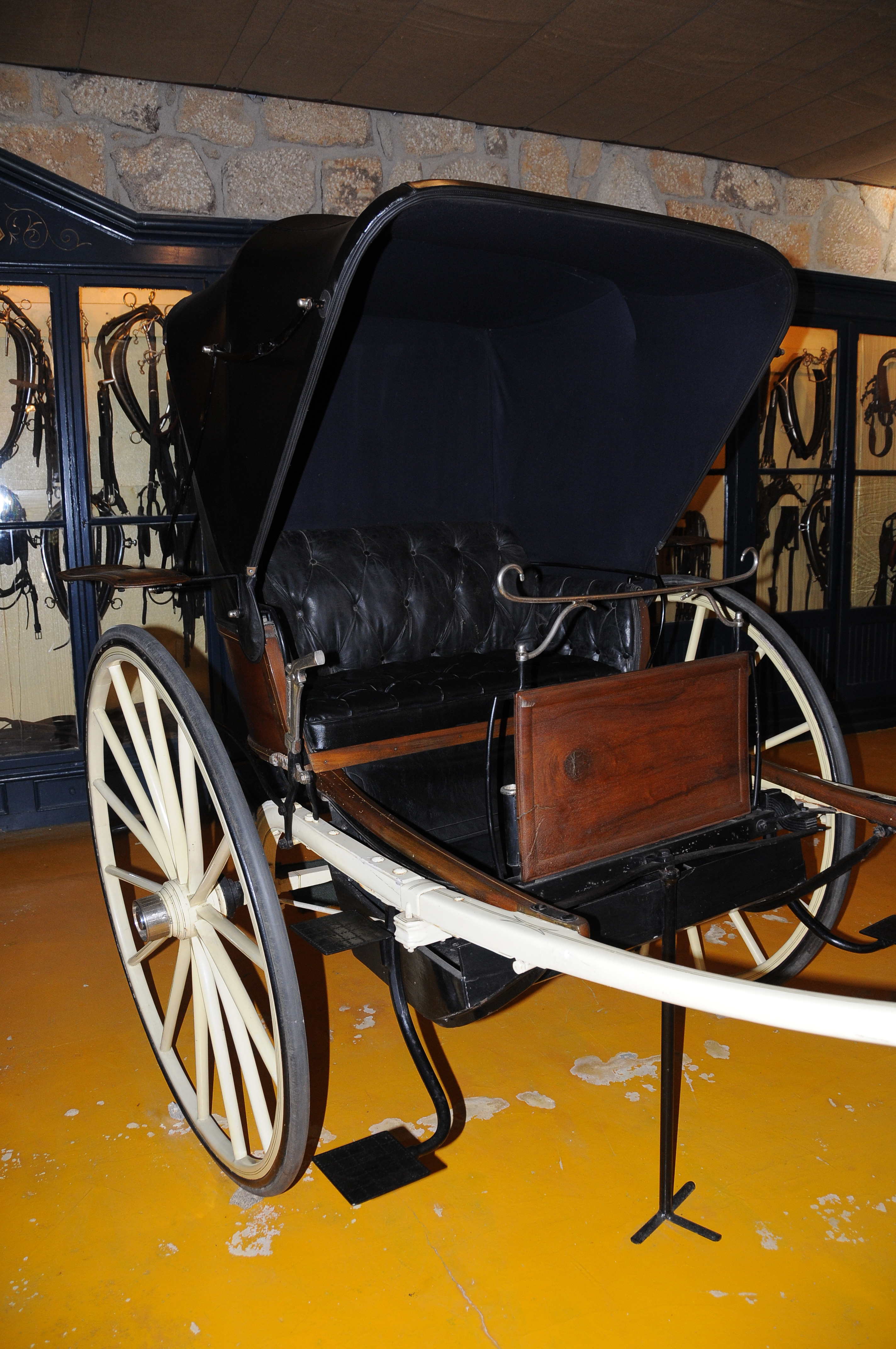
Tilbury